# Eucarpia granulivernis
Eucarpia granulivernis är en insektsart som först beskrevs av Frederick Arthur Godfrey Muir 1913.  Eucarpia granulivernis ingår i släktet Eucarpia och familjen kilstritar. Inga underarter finns listade i Catalogue of Life.